# سعد حسین
سعد حسین الصوان (انگلیسی: Saad Hussain؛ زادهٔ ۷ مارس ۱۹۹۳) یک ورزشکار است.